# Самюель Ле Б'ян
Самюель Ле Б'ян (фр. Samuel Le Bihan; нар. 2 листопада 1965, Авранш, Франція) — французький актор.

## Біографія
Самюель Ле Б'ян народився 2 листопада 1965 року у містечку Авранш, департамент Манш у Франції. Його сім'я не була багатою, тому прагнучи забезпечувати себе самостійно, перебралася в передмістя Парижу. Трохи пізніше Ле Б'ян з друзями поступив спочатку на акторські курси Флоран, потім навчався в театральній школі на вулиці Бланш. Зайнявшись боксом, вирішив кинути навчання та, не вдоволений своїми досягненнями, вирішив поїхати до Нью-Йорка. Там він поступив до акторської школи, закінчивши яку повернувся до Франції, де і здобув свою першу кінематографічну освіту в академії. Закінчив Вищу національну консерваторію драматичного мистецтва. 
Грав у період з 1995 по 1997 рік в популярному французькому театрі «Комеді Франсез».
Перша робота актора в кіно — стрічка «Брудний як ангел». Ле Б'ян номінувався у 1996 році на премію «Сезар» за найкращий дебют у фільмі Бертрана Таверньє «Капітан Конан». Через два роки він отримав премію Жана Габена за виконання ролі у фільмі «Салон краси „Венера“».
Самюель має незвичайну зовнішність, і в різних фільмах може виглядати абсолютно невпізнанним. Він може зіграти роль приємного в міру вгодованого блондина, або брутального латиноса з множиною шрамів.

## Особисте життя
Одружений з Даніелою Бей (англ. Daniela Beye), з якою виховує єдиного сина Жюля.

## Фільмографія (вибіркова)
| Рік  | Назва                      | Оригінальна назва              | Роль               |
| ---- | -------------------------- | ------------------------------ | ------------------ |
| 1991 | Брудний як ангел           | Sale comme un ange             | інспектор ВТ       |
| 1993 | Чуже місце                 | La place d'un autre            | Томас              |
| 1994 | Три кольори: Червоний      | Trois couleurs                 | Фотограф           |
| 1994 | Французька жінка           | Une femme française            | Анрі               |
| 1996 | Капітан Конан              | Capitaine Conan                | Норбер             |
| 1997 | Кузен                      | Le cousin                      | Франсіс            |
| 1998 | На продаж                  | À vendre                       | Ерік Пакар         |
| 1998 | Триматимемося разом        | Restons groupés                | Матіас             |
| 1998 | Варварські роки            | Los años bárbaros              | Мішель             |
| 1999 | Салон краси «Венера»       | Vénus beauté (institut)        | Антуан Дюмон       |
| 2000 | Світські леви              | Jet Set                        | Майк               |
| 2001 | Братство вовка             | Le Pacte des loups             | Грегорі де Фронсак |
| 2002 | Грай як «Зізу»             | 3 zéros                        | Маню               |
| 2002 | Приватне розслідування     | Une affaire privée             | Венсан             |
| 2002 | Бригада по-французьки      | La Mentale                     | Дріс               |
| 2002 | Кохає — не кохає           | À la folie… pas du tout        | Лоїк               |
| 2003 | Ключі від машини           | Les Clefs de bagnole           |                    |
| 2003 | Лють                       | Fureur                         | Раф                |
| 2005 | Останній знак              | The Last Sign                  | Марк               |
| 2007 | Кордон                     | Frontière(s)                   |                    |
| 2007 | Людина з піску             | El hombre de arena             |                    |
| 2008 | Диско                      | Disco                          | Вальтер            |
| 2008 | Ворог держави № 1          | L'instinct de mort             | Мішель Ардуін      |
| 2008 | Ворог держави № 1: Легенда | L'ennemi public n°1            | Мішель Ардуін      |
| 2012 | Ніч                        | Une nuit                       | Тоні Ґарсіа        |
| 2012 | Корнуель                   | Cornouaille                    | Лоїк               |
| 2012 | Подорож в один кінець      | Voyage sans retour             | інспектор Бреннан  |
| 2014 | Жовтоокі крокодили         | Les yeux jaunes des crocodiles | Ентоні             |

## Визнання
| Рік                       | Категорія                                                  | Фільм          | Результат |
| ------------------------- | ---------------------------------------------------------- | -------------- | --------- |
| Премія «Сезар»            |                                                            |                |           |
| 1997                      | Найперспективніший актор                                   | Капітан Конан  | Номінація |
| Приз Жана Габена          |                                                            |                |           |
| 1999                      |                                                            |                | Перемога  |
| Кінофестиваль у Картахені |                                                            |                |           |
| 2008                      | Приз Золота Індія Каталіна найкращому актору другого плану | Людина з піску | Перемога  |